# Maria Antonia van Bourbon-Parma

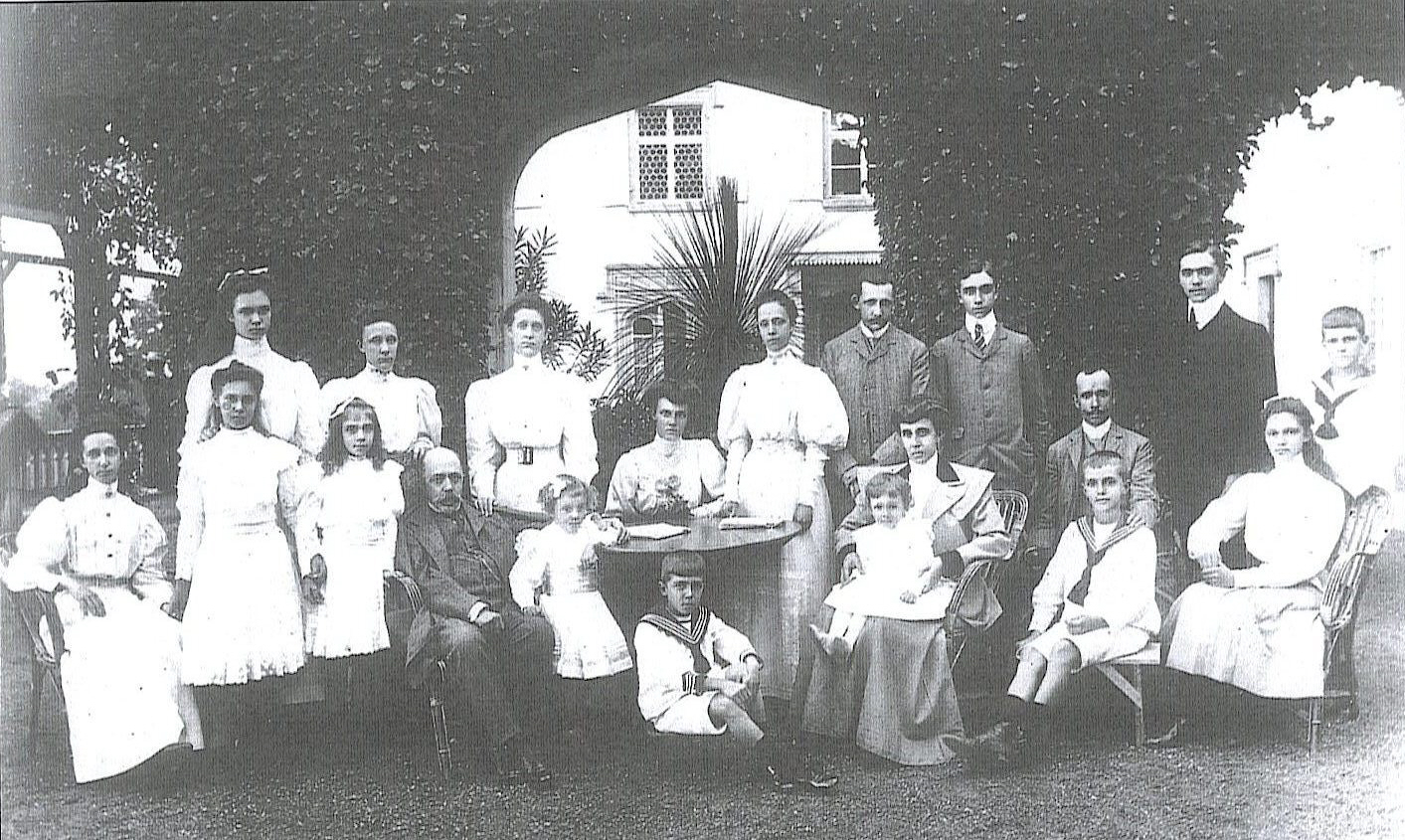
Maria Antonia, staande tweede van links op de voorste rij, met de rest van het gezin van haar ouders

Maria Antonia Sophie van Bourbon-Parma (Schwarzau am Steinfeld, 7 november 1895 - Solesmes (Sarthe), 19 oktober 1979) was een prinses uit het Huis Bourbon-Parma en een benedictijner kloosterzuster.
Zij was het achtste kind en de vierde dochter uit het tweede huwelijk van haar vader, Robert I van Parma (de laatste soevereine hertog van Parma en Piacenza), en Maria Antonia van Bragança, de jongste dochter van de, na een burgeroorlog verdreven, koning Michaël I van Portugal. Haar vader had in zijn eerste huwelijk met prinses Maria Pia der beide Siciliën twaalf kinderen gekregen, van wie het merendeel jong was overleden of aan zwakzinnigheid leed. Dit werd mede verklaard door de nauwe bloedverwantschap tussen beide echtelieden. Zij was een jongere zuster van de laatste keizerin-gemalin van Oostenrijk-Hongarije, Zita, en een tante van Carlos Hugo, de echtgenoot van de Nederlandse prinses Irene van Lippe-Biesterfeld. De Bulgaarse tsarina Maria Louisa was een oudere halfzuster van haar. Haar oudere broer Felix van Bourbon-Parma trouwde met de Luxemburgse groothertogin Charlotte van Luxemburg en werd de grootvader van de huidige groothertog Hendrik. 
Maria Antonia trad in bij de Benedictinessen van Solesmes, waar ze gezelschap had van haar oudere zusters Maria Adelheid en Francisca.